# جوليان ياكوبسن
جوليان ياكوبسن (بالدنماركية: Julian Jakobsen)‏ هو لاعب هوكي الجليد دنماركي، ولد في 11 أبريل 1987 في آلبورغ في الدنمارك.

## وصلات خارجية
- جوليان ياكوبسن على موقع EliteProspects.com (الإنجليزية)
- جوليان ياكوبسن على موقع Eurohockey.com (الإنجليزية)
- جوليان ياكوبسن على موقع HockeyDB.com (الإنجليزية)
- جوليان ياكوبسن على موقع أوليمبيديا (الإنجليزية)